# Diamaré
Le Diamaré est un département du Cameroun situé dans la région de l'Extrême-Nord. Il est à l'est du Mayo Tsanaga et du Mayo Sava, à l'ouest du Mayo Kani et du Mayo Danay et au sud du Logone et Chari. Son chef-lieu est Maroua. Ses populations autochtones sont les Peuls, les Guiziga, les Kola (Daba) et les Mofou.

## Organisation territoriale

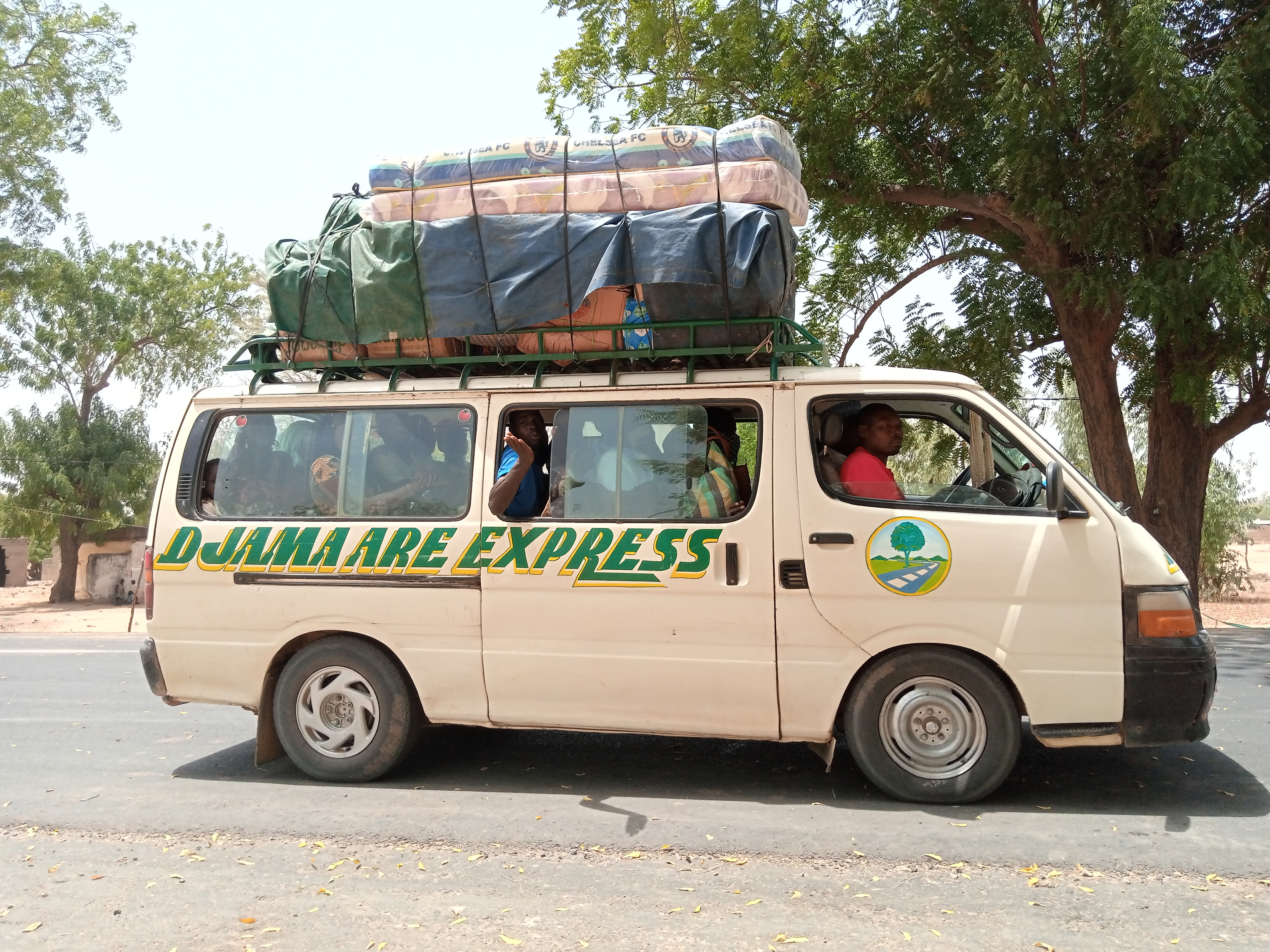
Un bus local, le Djamaare Express.

Le département du Diamaré est découpé en 9 communes, :
- Bogo
- Dargala
- Gazawa
- Maroua Ier
- Maroua IIe
- Maroua IIIe
- Meri
- Ndoukoula
- Petté

| COG    | Communes   | Chef-lieu | Superficie (km²) | Population |
| ------ | ---------- | --------- | ---------------- | ---------- |
| EN0103 | Bogo       | Bogo      | 1 017            | 95 230     |
| EN0108 | Dargala    | Dargala   | 388,8            | 33 142     |
| EN0104 | Gazawa     | Gazawa    | 188,7            | 27 395     |
| EN0101 | Maroua Ier | Domayo    | 367,6            | 134 934    |
| EN0106 | Maroua II  | Doualaré  | 42,82            | 108 902    |
| EN0107 | Maroua III | Douggoi   | 119,2            | 86 574     |
| EN0102 | Meri       | Meri      | 647,8            | 86 834     |
| EN0109 | Ndoukoula  | Ndoukoula | 502,4            | 32 091     |
| EN0105 | Petté      | Petté     | 880,1            | 37 125     |

### Sources
- Décret n°2007/115 du 13 avril 2007 et décret n°2007/117 du 24 avril 2007